# Ак-Турпак (Кадамжайский район)
Ак-Турпак (кирг. Ак-Турпак) — село в Кадамжайском районе Баткенской области Кыргызстана. Входит в состав айылного аймака Ак-Турпак.

## География
Село расположено в восточной части области, на правом берегу реки Сох, на расстоянии приблизительно 57 километров (по прямой) к западо-северо-западу от города Кадамжай, административного центра района. Абсолютная высота — 854 метра над уровнем моря.

## Население
Согласно оценочным данным Национального статистического комитета Кыргызской Республики, численность населения села на начало 2023 года составляла 704 человека.
| год     | 2009 | 2014 | 2015 | 2020 | 2021 | 2023 |
| ------- | ---- | ---- | ---- | ---- | ---- | ---- |
| человек | 471  | 457  | 559  | 672  | 684  | 704  |